# ستيفان ديميتروف (مغني)
ستيفان ديميتروف هو مغني ومغني أوبرا بلغاري، ولد في 22 نوفمبر 1939، وتوفي في 13 أغسطس 2004.